# 곱셈적 함수
수론에서 곱셈적 함수(-的函數, 영어: multiplicative function) 또는 곱산술 함수(-算術函數)는 서로소인 두 정수의 곱셈을 보존하는 수론적 함수이다.

## 정의
함수 {\displaystyle f\colon \mathbb {Z} ^{+}\to \mathbb {C} }가 다음 조건을 만족시키면, 곱셈적 함수라고 한다.
- 임의의 {\displaystyle m,n\in \mathbb {Z} ^{+}}에 대하여, 만약 {\displaystyle \gcd\{m,n\}=1}이라면, {\displaystyle f(mn)=f(m)f(n)}이다.

함수 {\displaystyle f\colon \mathbb {Z} ^{+}\to \mathbb {C} }가 다음 조건을 만족시키면, 완전 곱셈적 함수(完全-的函數, 영어: completely multiplicative function)라고 한다.
- 임의의 {\displaystyle m,n\in \mathbb {Z} ^{+}}에 대하여, {\displaystyle f(mn)=f(m)f(n)}이다.

(완전) 곱셈적 함수의 정의역은 {\displaystyle \mathbb {Z} }의 곱셈에 대하여 닫혀있는 부분 집합일 수도 있다.:413

## 성질

### 연산에 대한 닫힘
곱셈적 함수 {\displaystyle f\colon \mathbb {Z} ^{+}\to \mathbb {C} }에 대하여, 다음과 같은 함수들 역시 곱셈적 함수이다.:417
- {\displaystyle n\mapsto f(n^{k})\qquad (k\in \mathbb {Z} ^{+})}
- {\displaystyle n\mapsto f(\gcd\{n,k\})\qquad (k\in \mathbb {Z} )}

### 항등식
곱셈적 함수 {\displaystyle f\colon \mathbb {Z} ^{+}\to \mathbb {C} }에 대하여, 만약 {\displaystyle n\in \mathbb {Z} ^{+}}의 소인수 분해가
{\displaystyle n=p_{1}^{a_{1}}p_{2}^{a_{2}}\cdots p_{k}^{a_{k}}}
일 경우, 다음이 성립한다.
{\displaystyle f(n)=f(p_{1}^{a_{1}})f(p_{2}^{a_{2}})\cdots f(p_{k}^{a_{k}})}
만약 추가로 {\displaystyle f}가 완전 곱셈적 함수일 경우, 다음이 성립한다.
{\displaystyle f(n)=f(p_{1})^{a_{1}}f(p_{2})^{a_{2}}\cdots f(p_{k})^{a_{k}}}
즉, 곱셈적 함수는 소수의 거듭제곱의 상에 의하여 결정되며, 완전 곱셈적 함수는 소수의 상에 의하여 결정된다.:416
곱셈적 함수 {\displaystyle f,g\colon \mathbb {Z} ^{+}\to \mathbb {C} }에 대하여, 다음과 같은 항등식이 성립한다.:415; 417; 421, 따름정리3
{\displaystyle f(1)=1\vee f(x)=k\delta _{1,x}}
{\displaystyle f(m)f(n)=f(\gcd\{m,n\})f(\operatorname {lcm} \{m,n\})}
{\displaystyle \sum _{d\mid n}\mu (d)f(d)=\prod _{p\mid n}(1-f(p))}
{\displaystyle \sum _{d\mid n}\mu (d)^{2}f(d)=\prod _{p\mid n}(1+f(p))}
여기서 {\displaystyle \mu }는 뫼비우스 함수이다.
곱셈적 함수 {\displaystyle f\colon A\to \mathbb {C} }의 정의역 {\displaystyle A\subseteq \mathbb {Z} }이 {\displaystyle -1\in A}를 만족한다면,
{\displaystyle f(-1)=\pm 1}
이다.:417

### 디리클레 합성곱
곱셈적 함수는 디리클레 합성곱에 대하여 아벨 군을 이룬다. 즉, 곱셈적 함수 {\displaystyle f,g\colon \mathbb {Z} ^{+}\to \mathbb {C} }의 디리클레 합성곱
{\displaystyle f*g\colon n\mapsto \sum _{d\mid n}f(d)g(n/d)}
와 디리클레 역원
{\displaystyle f^{-1}\qquad (f^{-1}*f=f*f^{-1}=\delta _{\bullet ,1})}
은 곱셈적 함수이다.:423, 정리5; 429, 문제22
곱셈적 함수 {\displaystyle f\colon \mathbb {Z} ^{+}\to \mathbb {C} }에 대하여, 만약 {\displaystyle n\in \mathbb {Z} ^{+}}의 소인수 분해가
{\displaystyle n=p_{1}^{a_{1}}p_{2}^{a_{2}}\cdots p_{k}^{a_{k}}}
일 경우, 다음이 성립한다.:418, 정리1; 423, 식(27)
{\displaystyle \sum _{d\mid n}f(d)=\prod _{j=1}^{k}(1+f(p_{j})+\cdots +f(p_{j}^{a_{j}}))}
{\displaystyle \sum _{d\mid n}\mu (n/d)f(d)=\prod _{j=1}^{k}(f(p_{j}^{a_{j}})-f(p_{j}^{a_{j}-1}))}
만약 추가로 {\displaystyle f}가 완전 곱셈적 함수일 경우, 다음이 성립한다.
{\displaystyle \sum _{d\mid n}f(d)=\prod _{j=1}^{k}(1+f(p_{j})+\cdots +f(p_{j})^{a_{j}})}
{\displaystyle \sum _{d\mid n}\mu (n/d)f(d)=\prod _{j=1}^{k}(f(p_{j})^{a_{j}}-f(p_{j})^{a_{j}-1})}

## 예
다음과 같은 수론적 함수들은 완전 곱셈적 함수이다.
- {\displaystyle n\mapsto n^{k}} ({\displaystyle k}는 음이 아닌 정수): 거듭제곱 함수
  - {\displaystyle n\mapsto 1}: 1을 값으로 하는 상수 함수. 거듭제곱의 지수가 {\displaystyle k=0}인 경우이다.
  - {\displaystyle n\mapsto n}: 항등 함수. 거듭제곱의 지수가 {\displaystyle k=1}인 경우이다.
- {\displaystyle n\mapsto \delta _{n,1}}: {\displaystyle n}이 1인지 여부에 따라 1 또는 0을 취한다.
- {\displaystyle n\mapsto (n/p)} ({\displaystyle p}는 소수): 르장드르 기호. {\displaystyle n}이 {\displaystyle p}에 대한 제곱 잉여일 경우 1을, 제곱 비잉여일 경우 −1을, {\displaystyle p}의 배수일 경우 0을 취한다.

다음과 같은 수론적 함수들은 곱셈적 함수이나, 완전 곱셈적 함수가 아니다.
- {\displaystyle n\mapsto \phi (n)}: 오일러 피 함수. {\displaystyle n}보다 작고 {\displaystyle n}과 서로소인 양의 정수의 개수
- {\displaystyle n\mapsto \mu (n)}: 뫼비우스 함수. {\displaystyle n}이 제곱 인수가 없는 정수일 경우, {\displaystyle n}의 소인수의 개수의 홀짝성에 따라 ∓1을 취한다. {\displaystyle n}이 제곱 인수가 없는 정수가 아닐 경우, 0을 취한다.
- {\displaystyle n\mapsto \sigma _{k}(n)} ({\displaystyle k}는 음이 아닌 정수): 약수 함수. {\displaystyle n}의 모든 양의 약수의 {\displaystyle k}제곱의 합
  - {\displaystyle n\mapsto d(n)}: {\displaystyle n}의 모든 양의 약수의 개수. 약수 함수에서 {\displaystyle k=0}인 경우이다.
  - {\displaystyle n\mapsto \sigma (n)}: {\displaystyle n}의 모든 양의 약수의 합. 약수 함수에서 {\displaystyle k=1}인 경우이다.

양의 정수를 두 정수의 제곱의 합으로 나타내는 방법의 (더하는 순서를 고려한) 가짓수를 구하는 함수
{\displaystyle n\mapsto r_{2}(n)}
는 곱셈적 함수가 아니다. 예를 들어, 1을 제곱수로 나타내는 방법은 다음과 같이 4가지가 있다.
{\displaystyle 1=1^{2}+0^{2}=0^{2}+1^{2}=(-1)^{2}+0^{2}=0^{2}+(-1)^{2}}
즉,
{\displaystyle r_{2}(1)=4\neq 1}
이다.
폰 망골트 함수
{\displaystyle n\mapsto \Lambda (n)}
는 {\displaystyle n}이 어떤 소수 {\displaystyle p}의 양의 정수 제곱일 경우 {\displaystyle \ln p}를, 소수의 거듭제곱이 아닐 경우 0을 값으로 취한다.
{\displaystyle \Lambda (1)=0\neq 1}
이므로, 이는 곱셈적 함수가 아니다.

## 같이 보기
- 오일러의 곱셈 공식

## 참고 문헌
1. 1 2 3 4 5 6 7  潘承洞; 潘承彪 (2013년 1월). 《初等数论》. 21世纪数学规划教材·数学基础课系列 (중국어) 3판. 北京: 北京大学出版社. ISBN 978-7-301-21612-5.